# Customised Applications for Mobile networks Enhanced Logic
Customised Applications for Mobile networks Enhanced Logic (Kürzel: CAMEL) ist ein vom Europäischen Institut für Telekommunikationsnormen geschaffener Standard für Mobilkommunikationsnetze.
CAMEL ermöglicht erweiterte Funktionen in Mobilnetzen, so zum Beispiel Prepaid Billing im Roaming, das heißt, Prepaid Billing Kunden können nicht nur im Netz des eigenen Mobilfunkanbieters telefonieren, sondern auch in ausländischen Netzen, sofern diese Netze mindestens den gleichen CAMEL Standard unterstützt. Ebenso sind dadurch weitere Funktionen wie SMS für Prepaid Kunden verfügbar. Viele weitere moderne Funktionen und Dienste werden durch CAMEL erst ermöglicht. 
Die CAMEL-Funktionalität wird im Signalling System 7 (SS7) durch den CAMEL Application Part (CAP) bereitgestellt. CAP ist auf der Höhe des Mobile Application Part (MAP) zu finden und nutzt zur Übertragung den Transaction Capabilities Application Part (TCAP) und den Signalling Connection Control Part (SCCP).